# Tunnelkonstruktion
Tunneler graves i materialer, der varierer fra blød ler til hård sten. Metoden til tunnelkonstruktion eller tunnelbyggeri afhænger af faktorer som jordbundforholdene, grundvandsforholdene, længden og diameteren af tunnelen, dybden af tunnelen, logistikken for at understøtte tunneludgravningen, den endelige anvendelse og form af tunnelen og passende risikostyring. Tunnelbyggeri er en delmængde af underjordisk byggeri.
Der er tre grundlæggende typer af tunnelkonstruktioner i almindelig brug:
- Nedgravet tunnel, Cut-and-cover-tunnel - udgravning af rende, tunnelbygning og derefter dækket over.[1]
- Boret tunnel - styret underboring - konstrueret in situ, uden at fjerne jorden ovenover. De har normalt cirkulært- eller hestesko-tværsnit. Nogle begreber om underjordisk minedrift gælder. Moderne teknikker omfatter sprøjtebeton brugt i den nye østrigske tunnelmetode, brug af en tunnelboremaskine (TBM) eller tunnelskjold. Men der bygges stadig tunneler, som er sikret med grubestøtter. Teknikker kendt fra tøndehvælvinger er nyttige.
- Sænketunnel - sunket ned i en vandmasse og lagt materiale på - eller begravet lige under havbunden.[1]